# Bergen (Luckau)
Bergen (niedersorbisch Góry) ist ein Ortsteil der Stadt Luckau im Landkreis Dahme-Spreewald in Brandenburg.

## Geographie
Der Ort liegt südwestlich vom Spreewald in der Region Niederlausitz im Süden des Landes Brandenburg, gute zehn Kilometer südsüdostwärts von Luckau, 18 Kilometer südwestlich von Lübbenau/Spreewald und 40 Kilometer westlich von Cottbus.
Nachbarorte sind Beesdau im Norden, Fürstlich Drehna im Osten, Crinitz im Süden, sowie Weißack und Bornsdorf im Westen.

## Geschichte
Zu Bergen, welches vermutlich auf die Gründung einer deutschen Ansiedlung aus dem 13. Jahrhundert zurückgeht, findet sich eine erste urkundliche Erwähnung mit dem Datum 27. Mai 1504. Zu dieser Zeit und noch bis spätestens 1570 war der Ort ein Teil der Herrschaft Sonnenwalde und kam erst danach zu Drehna.